# Masparrito (Venezuela)
Pour les articles homonymes, voir Masparrito.
Masparrito est la capitale de la paroisse civile de Masparrito de la municipalité de Cruz Paredes dans l'État de Barinas au Venezuela.